# Kolding Station
Kolding Station er en dansk jernbanestation i byen Kolding i Sydvestjylland. Foruden persontrafik har Kolding Station betydelig godstrafik, da den ligger på en af de vigtigste tilbageværende jernbanegodstrafikruter i Danmark, den elektrificerede transitrute mellem Sverige og Tyskland.

## Historie
Den første banegård i Kolding blev indviet 1. november 1866 sammen med statsbanen fra Fredericia til Vamdrup, der var blevet grænsestation efter krigen i 1864.
Den nuværende banegård blev opført i 1882-83 og indviet i 1884. Den er tegnet i historicistisk stil med træk fra renæssance og barok af en af Statsbanernes egne arkitekter, Thomas Arboe, som har tegnet en lang række andre stationer.
Senere fik Kolding tre privatbaner, der alle er nedlagt.

### Egtvedbanen
Kolding-Egtved Jernbane (1898-1930) havde sin egen hovedstation, Kolding Nordbanegård eller Kolding Nord, hvorfra der var et forbindelsesspor til Kolding Station. Her fik banen 3 spor nordvest for DSB's. Da banen var smalsporet, måtte man også have nogle specielle spor med smalspor i den ene ende og normalspor i den anden, så man kunne trille såkaldte fadinger, en slags containere, mellem de smalsporede godsvogne og enkelte normalsporede godsvogne, som banen også havde for at kunne sende gods rundt i landet med DSB.

### Kolding Sydbaner
Kolding Sydbaner (1911-48) havde også sin egen hovedstation, Kolding Sydbanegård eller Kolding Syd. Der blev anlagt et spor via havnen, så man kunne udveksle godsvogne med DSB, men DSB's stationsforstander mente, at det ville give for store gener at lade persontog køre den vej. Først i 1922 blev der etableret et forbindelsesspor, så sydbanernes persontog kunne køre videre til statsbanestationen. Dette spor gik over Kolding Å på en bro, der er bevaret som gangbro vest for Kongebrogade.

### Troldhedebanen
Troldhede-Kolding-Vejen Jernbane (1917-68) havde ikke egen hovedstation, men havde fuld optagelse på Kolding Station, hvor DSB også varetog banens godsekspedition. Dens 3 spor blev placeret mellem DSB's og Egtvedbanens. Troldhedebanen havde sit eget remise- og værkstedsområde nordøst for stationen.